# Urpo Sivula
Urpo Sivula, född 15 mars 1988, är en finsk volleybollspelare. Han spelar i Pielaveden Sampo och i Finlands herrlandslag i volleyboll.

## Klubbar
- Kuortaneen Urheiluopisto 2004-2006
- Pielaveden Sampo 2006-2009